# Koivusaari (ö i Finland, Lappland, Tornedalen, lat 66,53, long 24,19)
Koivusaari är en ö i Finland. Den ligger i sjön Torasjärvi och i kommunen Pello i den ekonomiska regionen  Tornedalens ekonomiska region  och landskapen  Lappland, i den norra delen av landet, 700 km norr om huvudstaden Helsingfors. Öns area är 1,2 hektar och dess största längd är 170 meter i nord-sydlig riktning.